# Stepan Chmil'
Stepan Chmil' (in ucraino Степан Чміль?; Sudova Vyšnja, 10 ottobre 1914 – Roma, 22 gennaio 1978) è stato un vescovo cattolico ucraino della Chiesa greco-cattolica ucraina.

## Biografia
Stepan Chmil' nacque a Sudova Vyšnja il 10 ottobre 1914. Il villaggio si trova in Galizia, una regione che allora faceva parte dell'Impero austro-ungarico. I suoi genitori, Stepan e Julia Szydlowska, erano contadini patriottici di cultura ucraina con convinzioni religiose incrollabili che segnarono profondamente il figlio.
Iniziò gli studi nel suo villaggio nativo. Nel 1925 i suoi genitori, riconoscendo le sue capacità intellettuali e il suo forte amore per lo studio, lo iscrissero al liceo di Przemyśl, città situata allora in Polonia. Il giovane Stepan risultò essere uno studente serio e applicato. Grazie alla sua gentilezza e al suo buon umore, guadagnò il rispetto e la simpatia dei suoi insegnanti e divenne rapidamente il leader della comunità studentesca.
Solo una cosa motivava e guidava il giovane Stepan: il desiderio immenso di diventare sacerdote che il catechista della scuola, padre Petro Holyns'kyj, grande ammiratore di don Bosco, il fondatore dei salesiani, capì in fretta. Propose al giovane Stepan di proseguire gli studi per diventare sacerdote all'estero e di fondare in Ucraina una comunità di padri salesiani. Chmil' accettò l'offerta e con un gruppo di dieci studenti il 1º novembre 1932 partì per l'Italia settentrionale per prepararsi alla sua nuova vita. Dopo essere giunto a Torino, si trasferì a Ivrea. Durante i suoi anni di studio fu di grande sostegno morale per i suoi amici ucraini e così i suoi insegnanti volentieri si affidavano al suo giudizio e si rivolgevano a lui per risolvere i problemi relativi agli studenti provenienti dall'Ucraina. Manifestò rapidamente qualità eccezionali di leadership e ottenne il rispetto di tutti.
Dal 1934 al 1935 fu novizio e il 16 agosto 1936 professò i voti perpetui diventando il primo figlio spirituale ucraino di don Bosco e di rito orientale. Poté mantenere il rito orientale grazie ad una richiesta specifica fatta a papa Pio XI nel 1930 dal cardinale Amleto Giovanni Cicognani, prefetto della Congregazione per le Chiese orientali. Egli chiese infatti il permesso che i novizi salesiani di rito bizantino mantenessero i loro riti: gli fu concesso. Dopo aver studiato filosofia, Chmil' divenne assistente tirocinante dei novizi, un periodo di prova prima di diventare sacerdote, compito che assolse con dignità esemplare e edificante. Dopo il seminario iniziò la formazione teologica a Bollengo, nel tormentato contesto della seconda guerra mondiale, periodo segnato dal permanente pericolo di deportazione nei campi di concentramento da un lato e dallo spettro della fame dall'altro. Il 14 ottobre 1945 a Roma fu ordinato presbitero. Nel 1947 conseguì il baccellierato in pedagogia presso l'Ateneo Pontificio Salesiano di Torino.
Padre Chmil' assunse la direzione delle guide delle catacombe di San Callisto a Roma, un complesso amministrato dal suo ordine. Ciò lo portò a incontrare molti ucraini deportati e li aiutò a stabilirsi in diversi paesi dell'Europa occidentale. In effetti era impossibile in quel momento tornare a casa a causa della minaccia di essere colpiti dai comunisti che li consideravano "traditori". Molti di questi rifugiati erano infatti stati costretti, pena la morte, a lottare per la Germania nazista.
Assunse poi la guida dei missionari salesiani dalla casa generalizia di Torino. Poco dopo però, e poi, su richiesta di monsignore Ivan Bučko e della Congregazione per le Chiese orientali, venne inviato in Argentina per amministrare le decine di migliaia di ucraini che erano emigrati lì. Si rivelò essere un sacerdote devoto e cosciente e guadagnò il rispetto e la gratitudine di tutti coloro che aiutò come un padre amorevole. Durante i dodici anni trascorsi in Argentina, padre Chmil' imparò a relazionarsi ai suoi fedeli, ai suoi superiori e ad affrontare le autorità locali che non erano molto inclini ad accettare una diversa tradizione religiosa e una diversa cultura. Nel collegio del suo ordine dove prese residenza studiava all'epoca il giovane Jorge Mario Bergoglio, che proprio ad un salesiano, don Enrique Pozzoli, deve la sua vocazione e formazione. I dodici anni di duro lavoro, la fiducia e la conoscenza della popolazione locale consentirono alla diplomazia papale di richiedere per lui l'ufficio di vescovo per i cattolici ucraini di rito bizantino. Tuttavia, per ragioni oscure, gli fu preferito padre Andrij Sapeliak, fino a quel momento rettore del seminario minore ucraino di Roma. Padre Stepan assunse la carica di rettore del seminario al suo posto. Con il suo impegno nei confronti dei giovani seminaristi delle famiglie ucraine della diaspora, come educatore e mentore dimostrò di essere stato all'altezza del lavoro pastorale svolto in Argentina.
Il seminario minore contava all'epoca circa 110 studenti e una facoltà di alta qualità. Ecco perché era necessaria una persona con virtù eccezionali per la vita e l'attività di questa istituzione. Mentre rivestiva la carica di rettore, il l'istituto ottenne il titolo di "pontificio seminario" grazie all'influenza dell'arcieparca Josyp Slipyj, capo della Chiesa greco-cattolica ucraina che, dopo diciotto anni di prigionia nei gulag della Siberia, era stato rilasciato nel 1962. Dopo alcuni anni di lavoro intenso e ostinato tra i giovani del seminario, la salute di padre Chmil' cominciò a deteriorarsi. Continuò però il suo lavoro educativo come rettore fino al 1967. Negli anni successivi estese la portata della sua missione ad altri settori religiosi. Insegnò ucraino e italiano nella neonata Università Cattolica Ucraina a Roma. Oltre a docente fu anche confessore dei seminaristi e aiutante nelle comunità ucraine di Roma, legandosi così ai vescovi ucraini sparsi in tutto il mondo. Egli sovrintese l'edizione del secondo volume del dizionario ucraino-italiano italiano-ucraino. Fu sua costante preoccupazione il far conoscere agli italiani la storia della Chiesa e della nazione ucraina che soffriva nella sua lotta per i diritti senza dimenticare la sua identità e la sua nazionalità. Nel 1976 ridivenne rettore del seminario minore consapevole degli sforzi e del carico di lavoro che questo avrebbe rappresentato per lui.
Riconoscendo la sua immensa devozione alla causa della Chiesa greco-cattolica ucraina, il cardinale Josyp Slipyj, di cui divenne uno dei più stretti collaboratori, gli attribuì il titolo di archimandrita. In occasione di una solenne cerimonia tenutasi l'8 dicembre 1976 nella basilica di Santa Sofia a Roma lo presentò ai molti fedeli con la mitra e la croce pettorale, insegne della sua nuova dignità. Purtroppo la salute di padre Stepan peggiorò sempre di più e non gli permise più di compiere le sue funzioni di rettore del seminario. Venne anche ricoverato in ospedale e subì un delicato intervento alla cistifellea per la rimozione di calcoli. Tuttavia, dopo un breve periodo di convalescenza, riprese le sue attività aggravando la sua situazione. La mattina del 22 gennaio 1978, quando entrò nella sacrestia della cappella del seminario, affermò di non sentirsi molto bene ma insistette per celebrare la messa delle 9:30. Al termine, sentendo la morte ormai prossima, affidò le chiavi a uno dei seminaristi, dicendogli: "Non avrò bisogno di loro. Questa è la mia ultima liturgia". Non appena terminò la celebrazione, fu colto da un nuovo malessere. Poco dopo si sentì male e i seminaristi lo portarono nella sua stanza, dove morì poco dopo.
Il primo servizio funebre si tenne nella cappella del seminario lo stesso giorno, nel pomeriggio. Lo presiedette padre Egidio Viganò, rettor maggiore dei Salesiani da poco eletto e suo ottimo amico. Per qualche anno furono infatti compagni di classe. Il giorno successivo, il cardinale Paul-Pierre Philippe e monsignor Mario Brini, Prefetto e Segretario della Congregazione per le Chiese orientali, benedissero la salma di padre Chmil'. Le esequie solenni si tennero 24 gennaio nella basilica cattolica-ucraina di Santa Sofia a Roma e furono presiedute dal cardinale Josyp Slipyj che guardando la salma esclamò: "Oh Stepan! Perché tu e non me!". Alla chiusura della bara il cardinale ordinò che padre Chmil' fosse rivestito degli abiti episcopali, rivelando a tutti in quel momento che l'amato padre Chmil' era vescovo.

L'ordinazione episcopale segreta, come poi si apprese, si era tenuta il 2 aprile 1977 nella cappella del monastero dei Monaci studiti ucraini di Marino. Insieme a lui vennero ordinati anche Ivan Choma e Ljubomyr Huzar. Questi due furono riconosciuti ufficialmente vescovi dal Papa Giovanni Paolo II, questo non avviene normalmente per i vescovi defunti. Papa Francesco lo ha ricordato come: "una persona che mi ha fatto bene quando ero nell’ultima classe elementare, nell’anno 1949", e ancora:
Io ho imparato ad assistere la Messa in rito ucraino da lui. Mi ha insegnato tutto. Due volte alla settimana toccava a me aiutarlo. Mi ha fatto bene questo, perché quell’uomo parlava delle persecuzioni, delle sofferenze, delle ideologie che perseguitavano i cristiani. Poi mi ha insegnato ad aprirmi a una liturgia diversa, che sempre conservo nel cuore per la sua bellezza. Ševčuk quando ero a Buenos Aires mi aveva chiesto testimonianze per aprire il processo di canonizzazione di questo Vescovo ordinato di nascosto. Volevo ricordarlo oggi perché è giustizia ringraziare davanti a voi per il bene che mi ha fatto. Grazie
Stepan Chmil' è morto in fama di santità, fu conosciuto per la sua mitezza e incondizionata dedizione al servizio del prossimo, era un uomo di preghiera, umiltà e bontà.
Stepan Chmil', primo vescovo salesiano ucraino di rito bizantino, è sepolto nella cripta della basilica di Santa Sofia a Roma.

## Genealogia episcopale
La genealogia episcopale è:
- Patriarca Geremia II Tranos
- Arcivescovo Michal Rahoza
- Arcivescovo Hipacy Pociej
- Arcivescovo Iosif Rucki
- Arcivescovo Antin Selava
- Arcivescovo Havryil Kolenda
- Arcivescovo Kyprian Žochovs'kyj
- Arcivescovo Lev Zaleski
- Arcivescovo Jurij Vynnyc'kyj
- Arcivescovo Luka Lev Kiszka
- Vescovo György Bizánczy
- Vescovo Inocențiu Micu-Klein, O.S.B.M.
- Vescovo Mihály Emánuel Olsavszky, O.S.B.M.
- Vescovo Vasilije Božičković, O.S.B.M.
- Vescovo Grigore Maior, O.S.B.M.
- Vescovo Ioan Bob
- Vescovo Samuel Vulcan
- Vescovo Ioan Lemeni
- Arcivescovo Spyrydon Lytvynovyč
- Arcivescovo Josyf Sembratowicz
- Cardinale Sylwester Sembratowicz
- Arcivescovo Julian Kuiłovskyi
- Arcivescovo Andrej Szeptycki, O.S.B.M.
- Cardinale Josyp Ivanovyč Slipyj
- Vescovo Stepan Chmil', S.D.B.